# La ninfa constante
La ninfa constante es una película dramática y de romance estadounidense de 1943, dirigida por Edmund Goulding y protagonizada por Charles Boyer, Joan Fontaine y Brenda Marshall.

## Sinopsis
Una niña de 14 años adora a un compositor talentoso. El compositor le tiene cariño a ella, pero su romance con la prima mayor de ella genera una rivalidad romántica que afecta a los tres.

## Reparto
- Charles Boyer como Lewis Dodd
- Joan Fontaine como Tessa Sanger
- Alexis Smith como Florence Creighton
- Brenda Marshall como Toni Sanger
- Charles Coburn como Charles Creighton
- May Whitty como Lady Longborough
- Peter Lorre como Fritz Bercovy
- Joyce Reynolds como Paula Sanger
- Jean Muir como Kate Sanger
- Montagu Love como Albert Sanger
- Eduardo Ciannelli como Roberto
- Janine Crispin como Marie
- Doris Lloyd como Sra. Hamilton
- Joan Blair como Lina
- André Charlot como el Dr. Renee
- David Clyde como Florist
- George Kirby
- Brandon Hurst (no acreditado)

## Premios y nominaciones
- Joan Fontaine fue nominada en los Premios Oscar en la categoría de Mejor Actriz por su interpretación.[1]

## Adaptación radiofónica
La ninfa constante se presentó en Hollywood Players el 17 de diciembre de 1946. Fontaine repitió su papel de la película.